# National Trust for Historic Preservation
Pour les articles homonymes, voir National Trust.
Le National Trust for Historic Preservation est un organisme sans but lucratif basé à Washington et qui se consacre à la protection du patrimoine culturel américain. Fondé en 1949, il est à l'origine de plusieurs labellisations telles que celle des Historic Hotels of America dans l'hôtellerie.